# サトゥーン県

サトゥーン県
จังหวัดสตูล

- この項目は英語版を元に作成されています。

サトゥーン県（サトゥーンけん、タイ語: จังหวัดสตูล ）はタイ王国・南部の県（チャンワット）の一つ。トラン県、パッタルン県、ソンクラー県と接し、マレーシア（プルリス州）との国境も有する。

## 地理
サトゥーン県はマレー半島に位置し、アンダマン海に面する。タルタオ島海洋公園やペートラー海洋公園も県内に有する。またタレー・バン国立公園には大規模な淡水の干潟がある。2018年にこれらの公園を含むトゥンワー郡、ラグー郡、マナン郡及びムアンサトゥーン郡の一部が「サトゥーンユネスコ世界ジオパーク」に指定される。

### 気候
ケッペンの気候区分では熱帯モンスーン気候である。乾季は短く、おおよそ1～2月の間である。3月は雨季への移行期であり、タイのほかの地域と同様に晴れると非常に高温となる。雨季は長く、4月～11月の長期に及び、特に9月と10月は降水量が多くなる。
| サトゥーン (1981–2010)の気候                                                                    | サトゥーン (1981–2010)の気候 | サトゥーン (1981–2010)の気候 | サトゥーン (1981–2010)の気候 | サトゥーン (1981–2010)の気候 | サトゥーン (1981–2010)の気候 | サトゥーン (1981–2010)の気候 | サトゥーン (1981–2010)の気候 | サトゥーン (1981–2010)の気候 | サトゥーン (1981–2010)の気候 | サトゥーン (1981–2010)の気候 | サトゥーン (1981–2010)の気候 | サトゥーン (1981–2010)の気候 | サトゥーン (1981–2010)の気候 |
| 月                                                                                              | 1月                          | 2月                          | 3月                          | 4月                          | 5月                          | 6月                          | 7月                          | 8月                          | 9月                          | 10月                         | 11月                         | 12月                         | 年                           |
| ----------------------------------------------------------------------------------------------- | ---------------------------- | ---------------------------- | ---------------------------- | ---------------------------- | ---------------------------- | ---------------------------- | ---------------------------- | ---------------------------- | ---------------------------- | ---------------------------- | ---------------------------- | ---------------------------- | ---------------------------- |
| 最高気温記録 °C （°F）                                                                          | 36.4 (97.5)                  | 37.5 (99.5)                  | 39.5 (103.1)                 | 38.9 (102)                   | 37.8 (100)                   | 36.8 (98.2)                  | 35.2 (95.4)                  | 35.9 (96.6)                  | 34.4 (93.9)                  | 34.9 (94.8)                  | 35.0 (95)                    | 35.1 (95.2)                  | 39.5 (103.1)                 |
| 平均最高気温 °C （°F）                                                                          | 32.7 (90.9)                  | 34.2 (93.6)                  | 34.7 (94.5)                  | 34.1 (93.4)                  | 33.0 (91.4)                  | 32.4 (90.3)                  | 32.0 (89.6)                  | 31.8 (89.2)                  | 31.4 (88.5)                  | 31.5 (88.7)                  | 31.6 (88.9)                  | 31.5 (88.7)                  | 32.6 (90.7)                  |
| 日平均気温 °C （°F）                                                                            | 27.5 (81.5)                  | 28.1 (82.6)                  | 28.4 (83.1)                  | 28.4 (83.1)                  | 28.1 (82.6)                  | 27.8 (82)                    | 27.4 (81.3)                  | 27.4 (81.3)                  | 26.9 (80.4)                  | 26.8 (80.2)                  | 26.9 (80.4)                  | 27.0 (80.6)                  | 27.6 (81.7)                  |
| 平均最低気温 °C （°F）                                                                          | 23.4 (74.1)                  | 23.1 (73.6)                  | 23.6 (74.5)                  | 24.1 (75.4)                  | 24.5 (76.1)                  | 24.1 (75.4)                  | 23.8 (74.8)                  | 23.8 (74.8)                  | 23.6 (74.5)                  | 23.6 (74.5)                  | 23.5 (74.3)                  | 23.4 (74.1)                  | 23.7 (74.7)                  |
| 最低気温記録 °C （°F）                                                                          | 17.6 (63.7)                  | 17.0 (62.6)                  | 18.0 (64.4)                  | 19.2 (66.6)                  | 20.8 (69.4)                  | 20.5 (68.9)                  | 21.0 (69.8)                  | 19.2 (66.6)                  | 20.1 (68.2)                  | 20.0 (68)                    | 19.4 (66.9)                  | 18.0 (64.4)                  | 17.0 (62.6)                  |
| 雨量 mm （inch）                                                                                | 21.2 (0.835)                 | 45.8 (1.803)                 | 122.0 (4.803)                | 206.0 (8.11)                 | 233.3 (9.185)                | 183.5 (7.224)                | 230.6 (9.079)                | 259.3 (10.209)               | 328.4 (12.929)               | 339.0 (13.346)               | 223.9 (8.815)                | 96.9 (3.815)                 | 2,289.9 (90.154)             |
| 平均降雨日数                                                                                    | 3.7                          | 4.4                          | 10.4                         | 15.6                         | 17.1                         | 15.3                         | 16.7                         | 17.9                         | 21.4                         | 23.6                         | 18.9                         | 11.3                         | 176.3                        |
| % 湿度                                                                                          | 70                           | 69                           | 73                           | 79                           | 82                           | 82                           | 82                           | 83                           | 84                           | 85                           | 82                           | 76                           | 79                           |
| 平均月間日照時間                                                                                | 198.4                        | 183.6                        | 186.0                        | 183.0                        | 151.9                        | 147.0                        | 151.9                        | 151.9                        | 108.0                        | 111.6                        | 141.0                        | 182.9                        | 1,897.2                      |
| 平均日照時間                                                                                    | 6.4                          | 6.5                          | 6.0                          | 6.1                          | 4.9                          | 4.9                          | 4.9                          | 4.9                          | 3.6                          | 3.6                          | 4.7                          | 5.9                          | 5.2                          |
| 出典1：Thai Meteorological Department                                                           |                              |                              |                              |                              |                              |                              |                              |                              |                              |                              |                              |                              |                              |
| 出典2：Office of Water Management and Hydrology, Royal Irrigation Department (sun and humidity) |                              |                              |                              |                              |                              |                              |                              |                              |                              |                              |                              |                              |                              |

## 歴史
1813年まで、現在のサトゥーン県の付近は、マレー語で「ムキット・ストゥル (Mukim Setul; Jawi: مقيم ستول)」と呼ばれるクダ王国の領土であった。
1909年英領ビルマ・マレーとタイが領土を定めた時にムキット・ストゥルはタイ族の人口が比較的多かったためタイに編入された。モントン（州制）が導入されたときにはサトゥーンはモントン・プーケットの中でいち早く最初の県に導入された。
1925年、モントン・プーケットはモントン・ナコーンシータンマラートに編入された。
1933年、モントン解体が行われ、サトゥーン県が成立した。

## 民族
サトゥーンはムスリムの多い南部四県（サトゥーンとパッターニー地方のパッターニー県、ヤラー県、ナラーティワート県）に分類されている。住民の67.8%はムスリムで31.9%は仏教徒である。
ただ、サトゥーンは、スコータイ王朝やアユタヤ王朝等のタイ族王朝と抗争を繰り広げていたパタニ王国の領土ではなく、タイの歴代王朝の君主と通婚を繰り返してきたケダ王国（Kedah Kingdom）、その後継とも言えるケダ・スルタン国（Kedah Sultanate）の支配下にあった。そのため、住民は他宗教との通婚にあまり抵抗がないとされる。一部にはムスリムであればマレー人、仏教徒であればタイ族を称する集団もある。住民の9.9%がマレー系であると言われているが、あまり当てにならない数値でもある。
このように、もともとタイと深い関係にあったサトゥーン県では、他の深南部と異なり、タイに併合された事への反発心は薄い。ムスリムは今でも数多いが、タイからの独立運動やイスラム過激派との繋がりも薄い。この事から、特にテロ対策の文脈では、イスラム原理主義の根強く、タイからの独立運動も起こっている深南部三県からは除外される事が多い。

## 県章

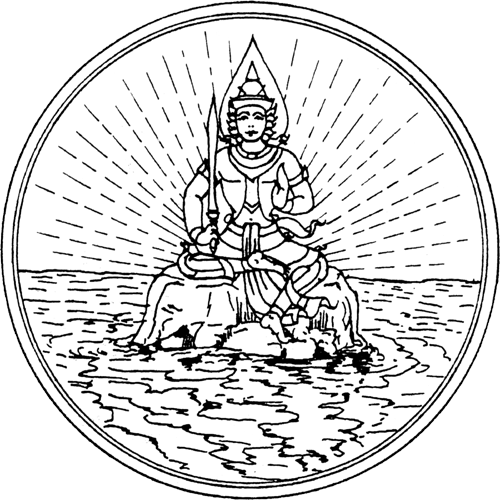
県章

県章は、日の入りとともにプラ・サムットテーワー（神格）が海にある岩に腰をかけているものが描かれている。日の入りは県がアンダマン海に面していることを示している。
県木は Dalbergia bariensis、県花は「ソシンカ」（Bauhinia acuminata）、県のスローガンは平和で、清潔で、純粋な自然である。

## 隣接する県
- トラン県
- ソンクラー県
- プルリス州

## 行政区分
サトゥーンは7の郡（アムプー）に分かれ、さらにその下位に36の町（タムボン）と、257の村（ムーバーン）がある。
1. ムアンサトゥーン郡
2. クワンドーン郡
3. クワンカーロン郡
4. ターペー郡
5. ラグー郡
6. トゥンワー郡
7. マナン郡